# Furuholmen (vid Simsalö, Sibbo)
Furuholmen är en ö i Finland. Den ligger i Finska viken och i kommunen Sibbo i den ekonomiska regionen  Helsingfors i landskapet Nyland, i den södra delen av landet. Ön ligger omkring 19 kilometer öster om Helsingfors.
Öns area är 5 hektar och dess största längd är 300 meter i sydöst-nordvästlig riktning. Ön höjer sig omkring 25 meter över havsytan.